# 鍾皎光

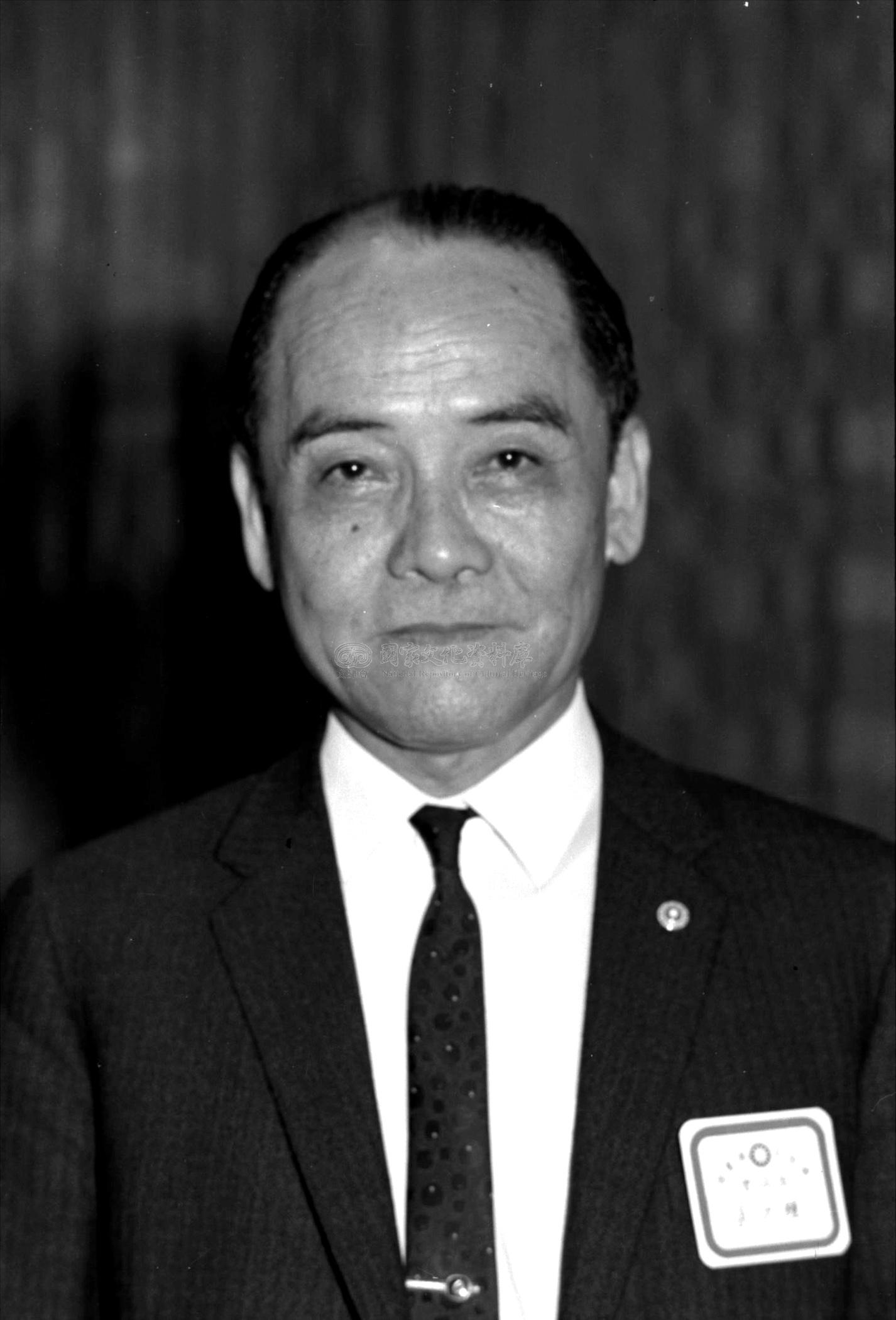
攝於1969年

鍾皎光（1907年5月19日—1996年11月23日），字高光，别号明达，广东省梅县人，机械学家、教育家。
鍾皎光早年曾就读于广东省立梅州中学、国立东南大学预科，后考入上海交通大学，1929年获机械工程系学士学位。毕业于任教于广州测量学校，1933年出任梅州中学校长，1936年赴美国留学，先后获麻省理工学院机械工程硕士、博士学位。1940年回国后，曾在中山大学、中央大學、重庆大学、中央工业专科学校等校任教。1948年前往国立台湾大学机械系任教，1953年任系主任，次年任台大工学院院长。1961年赴美国密西根州立大学任客座教授。1965年出任台大教务长。1967年调往国立交通大学，任工学院首任院长。次年出任教育部政务次长，1969年升任教育部长。1971年受聘为总统府国策顾问，同年又任考试院考选部长。1978年卸任。1988年前往美国俄勒冈州波特兰定居。1996年逝世。